# Guided by Voices
Guided by Voices (abgekürzt GbV) ist eine US-amerikanische Rockband um Robert Pollard, die 1983 in Dayton, Ohio, gegründet wurde. Pollard, Sänger und Kopf der Band, gilt als einer der produktivsten Songwriter der Gegenwart. Seinen Schätzungen zufolge schrieb er bis dato zwischen 3000 und 4000 Songs, die er unter dem Namen Guided By Voices, als Solo-Künstler oder anderen Bandnamen veröffentlichte. Die prominenteste Besetzung der Band bestand aus Pollard (Leadgesang), seinem Bruder Jim (Gitarre, Bass), Mitch Mitchell (Leadgitarren), Tobin Sprout (Gesang, Rhythmusgitarren), Kevin Fennell (Schlagzeug) und Bassist Greg Demos.
Guided by Voices erlangten Mitte der Neunziger Jahre mit ihren auf Kompaktkassetten produzierten Homerecording-Aufnahmen große Popularität. Die Alben Bee Thousand und Alien Lanes gelten als Meilensteine des Indie-Rock und wurden von der Musikpresse gefeiert. Stilistisch ist GbV von British Invasion Bands, Psychedelic Rock, Progressive Rock, Punk-Rock und Post-Punk beeinflusst. GbV, bekannt für stundenlange Live-Konzerte und Pollards Songwriting-Talent, erarbeitete sich im Laufe der Jahrzehnte den Ruf einer Kultband.
Nach zahlreichen Umbesetzungen und zwei Auflösungen ist die Band nach der Rückkehr des langjährigen Gitarristen Doug Gillard bis heute aktiv und veröffentlichte seit 2017 dreizehn Alben.

## Geschichte

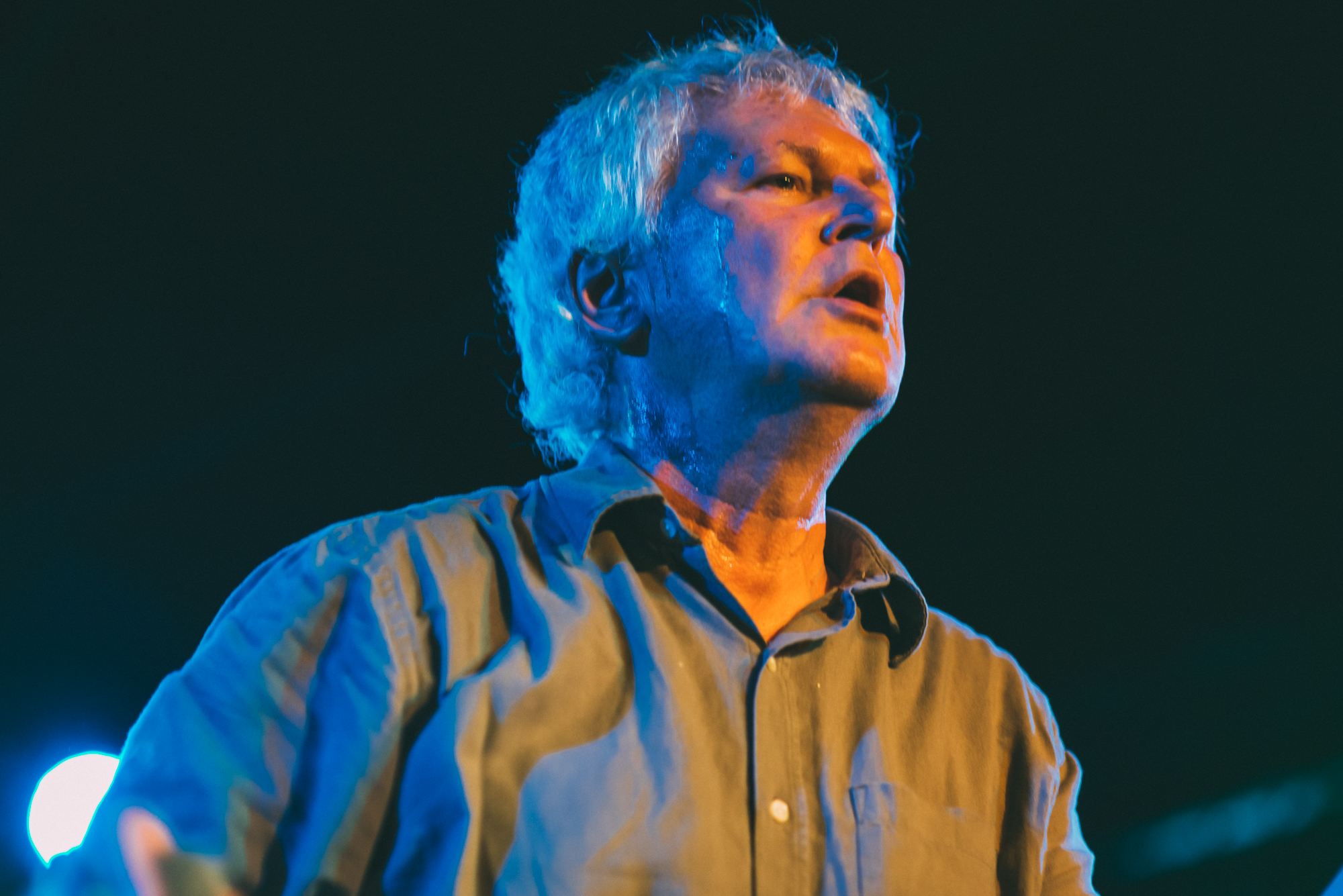
Robert Pollard 2014

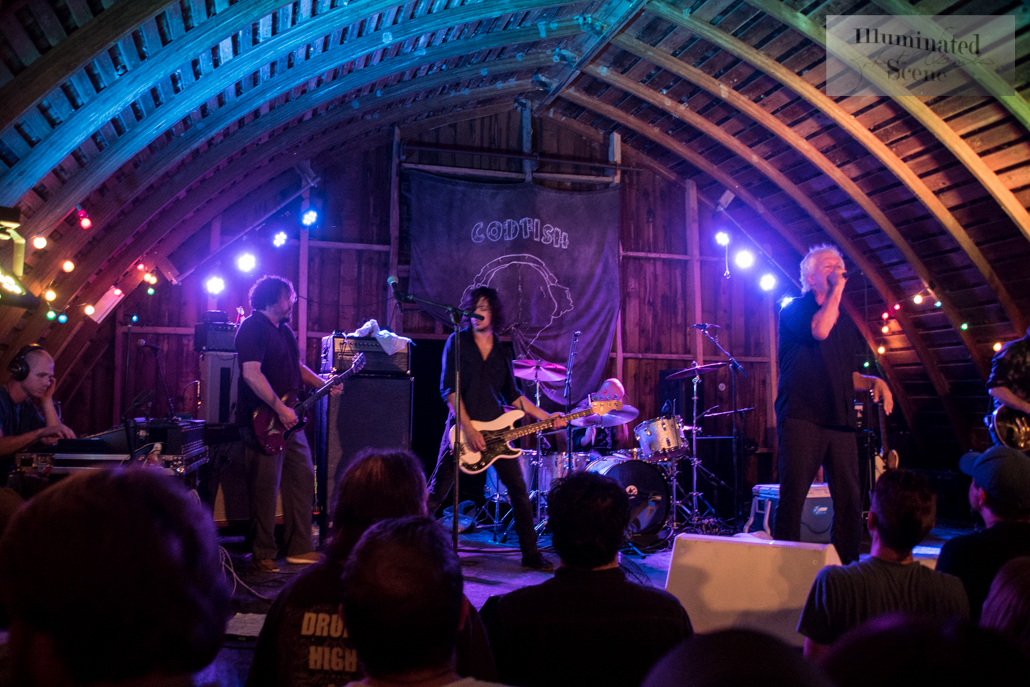
Guided by Voices 2016

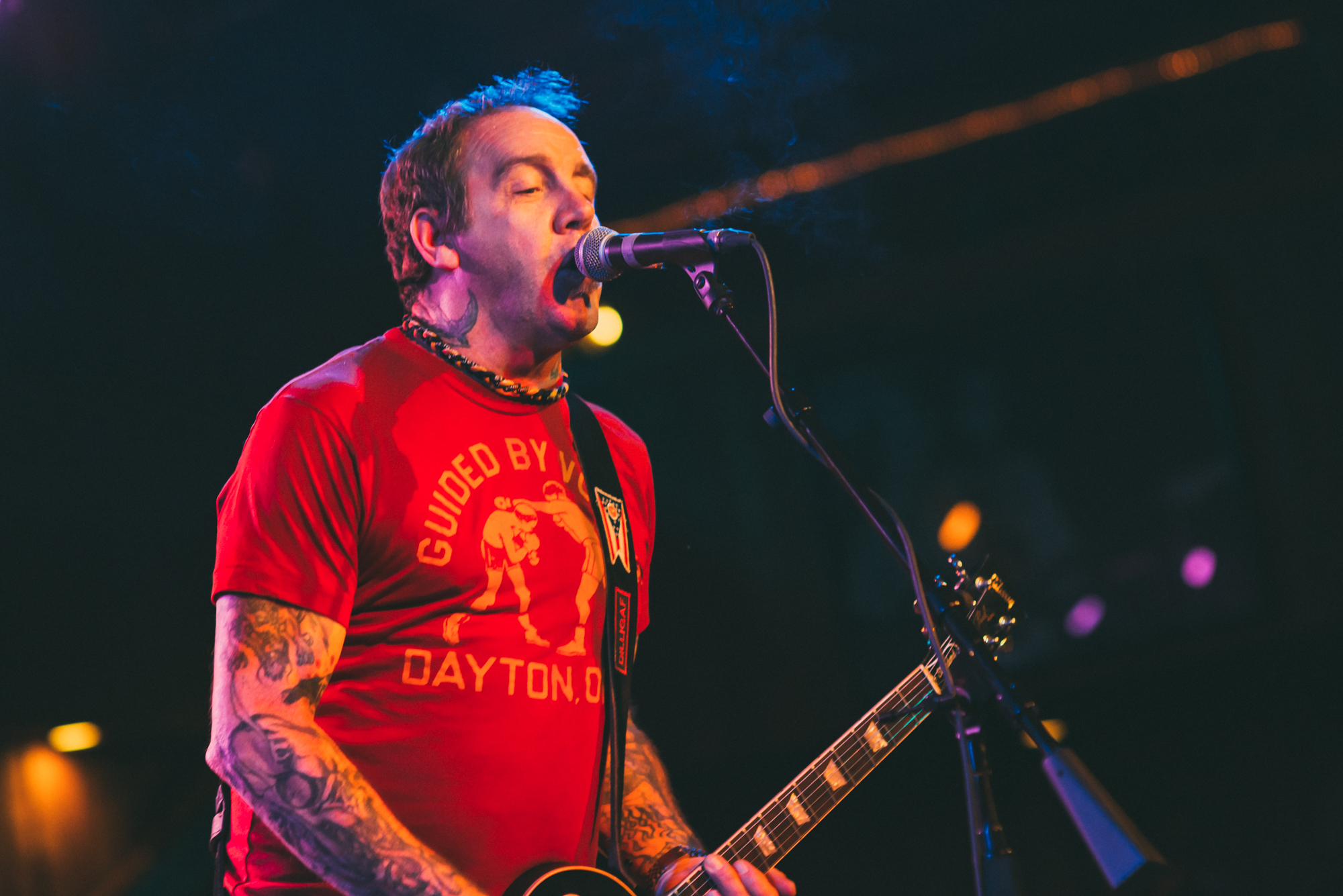
Mitch Mitchell 2014

GbV erlangten nach der Gründung 1983 erst Anfang der 1990er Jahre überregionale Bekanntheit.
Ihr Sound war anfangs geprägt von fragmentarischen, in Eigenregie veröffentlichten und per 4-Spur-Tapedeck aufgenommenen Songminiaturen, die bis in die frühen 90er Jahre überwiegend aus Gesang und Gitarren- und/oder Bassbegleitung bestanden. Sie zählten daher zum sogenannten Low Fidelity oder Lo-Fi-Genre. Mit wachsendem Bekanntheitsgrad und Zusammenarbeit mit einem Plattenlabel erfolgte ein fließender Übergang zu gitarrenlastigem Pop und Rock mit dichten Gitarren- und Vokalharmonien und einem treibenden Schlagzeug, das an The Who erinnert.
Die Liveauftritte der Band dauerten nicht selten mehr als drei Stunden und waren meist von exzessivem Alkoholgenuss geprägt.
Die Gruppe durchlief mit über 30 zeitweiligen Bandmitgliedern um Bandgründer Robert Pollard einige Besetzungsänderungen. In einem Interview von 2006 äußerte er: „I am Robert Pollard and I am Guided By Voices“.
2004 gab Pollard bekannt, GbV zum Ende des Jahres aufzulösen. Das Abschiedskonzert fand am 31. Dezember 2004 in Chicago mit verschiedenen ehemaligen Bandmitgliedern statt, dauerte über 4 Stunden und wurde ungeschnitten als DVD „The Electrifying Conclusion“ veröffentlicht.
2010 bis 2014 ließ Pollard die Band in der Besetzung der 1990er wieder aufleben. Ein neues Album mit dem Titel Let’s Go Eat the Factory erschien am 24. Januar 2012. 2016 erfolgte eine zweite Reunion, die bis heute Bestand hat. Seitdem veröffentlichen GbV ein bis drei Alben pro Jahr, insgesamt mittlerweile über 30 Studioalben mit über 1000 Songs, Livealben nicht mitgerechnet.
2021 veröffentlichten GbV unter dem Bandnamen „Cub Scout Bowling Pins“ mit der kompletten aktuellen Besetzung zwei weitere Alben.
Benannt sind die Cub Scout Bowling Pins nach einer von 293 Bands, die bereits in einer „Suitcase 1-4“ (siehe Diskografie) benannten, jeweils 4 CDs mit je 25 Songs (insgesamt 16 CDs und 400 Songs) umfassenden, zwischen 2000 und 2015 veröffentlichten Sammlung von überwiegend älteren und oft experimentellen Aufnahmen auftaucht. Jeder Song wurde dort einer fiktiven Band zugeordnet.
Einige weitere Projekte Pollards bezogen ihre Bandnamen aus diesem Fundus, manche der Songs wurden in abgewandelter Form und teils anderen Titeln später auf GbV-Alben oder anderen Soloprojekten veröffentlicht.

## Diskografie (ohne Livealben)
- 1986: Forever Since Breakfast
- 1987: Devil Between My Toes
- 1987: Sandbox
- 1989: Self-Inflicted Aerial Nostalgia
- 1990: Same Place the Fly Got Smashed
- 1992: Propeller
- 1993: An Earful O’Wax - Compilation
- 1993: Vampire on Titus
- 1994: Bee Thousand
- 1995: Alien Lanes
- 1996: Under the Bushes, Under the Stars
- 1996: Tonics and Twisted Chasers
- 1997: Mag Earwhig!
- 1999: Do the Collapse
- 2000: Suitcase - Failed Experiments And Trashed Aircraft (4xCD + Box)
- 2001: Isolation Drills
- 2002: Universal Truths and Cycles
- 2003: Earthquake Glue
- 2003: Human Amusements at Hourly Rates - The Best of Guided by Voices
- 2004: Half Smiles of the Decomposed
- 2005: Suitcase 2: American Superdream Wow (4xCD + Box)
- 2009: Suitcase 3: Up We Go Now (4xCD + Box)
- 2012: Let’s Go Eat the Factory
- 2012: Class Clown Spots a UFO
- 2012: The Bears for Lunch
- 2013: English Little League
- 2014: Motivational Jumpsuit
- 2014: Cool Planet
- 2015: Suitcase Four: Captain Kangaroo Won The War (4xCD + Box)
- 2016: Please Be Honest
- 2017: August by Cake
- 2017: How Do You Spell Heaven
- 2018: Space Gun
- 2019: Zeppelin Over China
- 2019: Warp and Woof
- 2019: Sweating the Plague
- 2020: Surrender Your Poppy Field
- 2020: Mirrored Aztec
- 2020: Styles We Paid For
- 2021: Earth Man Blues
- 2021: It’s Not Them. It Couldn’t Be Them. It Is Them!
- 2022: Crystal Nuns Cathedral
- 2022: Tremblers and Goggles by Rank
- 2023: Welshpool Frillies
- 2023: Nowhere to Got but Up